# 有道出人
有道出人（1965年1月13日—），美裔日本人，現職大學講師及作家。除此之外，有道也致力為日本的外國人爭取權益，包括打官司。
有道於加州出生，原名為戴维·克里斯托弗·肖菲尔（英語：David Christopher Schofill），父母離婚之後、於1971年改養父姓阿尔德温克尔（英語：Aldwinckle），1980年代首次到日本旅遊，不久即在日本擔任英語教師。1989年定居日本，並與一日本女子結婚，1993年在札幌一私立大學任教至今。
有道於1996年獲得永久居留權，並於2000年歸化日籍及改用現在的日本名字。

## 著作
有道在著作中提及日本的歧視問題，一次有道全家人前往洗溫泉，有道及其中一名女兒被拒進入，理由是他們二人「不是日本人」。及後有道控告該溫泉並勝訴，並把事件輯錄成書，名為《只限日本人內進——小樽溫泉拒絕外國人問題與種族歧視》。

## 外部連結
- 官方網站（日／英） （页面存档备份，存于）